# Robin Ferro
Robin Ferro (* 31. ledna 1996 Valašské Meziříčí) je český herec a komik.

## Život
Narodil se v roce 1996 ve Valašském Meziříčí a dětství prožil v městečku Zubří. Už v dětství navštěvoval literárně-dramatický obor v Základní umělecké škole Rožnov pod Radhoštěm. Vystudoval Janáčkovu konzervatoř v Ostravě, obor herectví a již během studia hostoval v Národním divadle moravskoslezském a v Divadle loutek Ostrava, kam byl také po dokončení studia přijat do angažmá. Během studia se seznámil se spolužákem Štěpánem Kozubem a jeho tehdejším učitelem jevištního pohybu Albertem Čubou. Všichni tři založili improvizační show Tři tygři. V současné době hraje v Divadle Mír, například v inscenacích Bull, Ráno po tom, Už ani den, Trochu hodně mimo nebo Lakomec. Díky svému tatínkovi je polovičním Italem.

## Filmografie a záznamy divadelních představení
- 2013 – BikDýl (internetový seriál)
- 2014–2019 – Rozsudek (dokumentární seriál)
- 2015 – Wilsonov (film)
- 2015–dosud – Tři tygři (improvizační show, skeče)
- 2016 – Strýček Tonton (TV pořad)
- 2016–2018 – Dobře vycpaný bobr (internetový skečový pořad)
- 2019 – Bull (záznam divadelního představení)
- 2019 – Hola niňos (TV pořad)
- 2019 – Topgýr (internetový pořad, reklama)
- 2020 – VyPlašení (internetová improvizační parodie na reality show)
- 2020 – Smrt talentovaného vepře (filmová inscenace)
- 2020 – Porota (filmová inscenace)
- 2020 – Horníci na home office (film)
- 2020 – Riško a Fučo: Na konci cesty (film)
- 2020 – Vánoční koledy v obýváku (TV pořad)
- 2020 – Libový Vánoce v pražský firmě plný jakoby úžasnejch lidiček (internetová série)
- 2020-2021 – sKORO NA mizině (internetový seriál)
- 2021 – Nostalgický retro hráč (internetový pořad)
- 2021 – Volným pádem (film)
- 2021 – Scénický kaleidoskop (filmová inscenace)
- 2021 – Kumštýři: Ostruhy nekonečna (film)
- 2021 – Adam stvořitel (filmová inscenace)
- 2022 – Grand Prix (film)
- 2022 – Tři Tygři ve filmu: JACKPOT (film)
- 2023 – Zlatá labuť (seriál)
- 2023 – Jedeme na teambuilding (film)